# Захарук Дмитро Васильович
Дмитро Васильович Захарук (нар. 15 лютого 1940, село Задубрівці, тепер Снятинського району Івано-Франківської області) — український діяч, голова виконавчого комітету Івано-Франківської обласної ради народних депутатів (1990 р.), народний депутат України І-го демократичного скликання.

## Життєпис
Народився у селянській родині. У 1954—1958 роках — студент Коломийського педагогічного училища Станіславської області.
Після закінчення училища, у 1958 році — старший піонервожатий Красноставської семирічної школи Снятинського району Станіславської області. У 1958—1959 роках — учитель Підвисоцької середньої школи Станіславської області. У 1959 році працював учителем Верхньомайданської семирічної школи Станіславської області. У 1959—1961 роках — учитель Задубрівської школи Снятинського району Станіславської області. У 1961—1969 роках — завідувач Полюхівської початкової школи Львівської області.
З 1969 року — завідувач відділу листів і масової роботи, відповідальний секретар Перемишлянської районної газети «Перемога» Львівської області. Член КПРС.
У 1972 році закінчив заочно чотири курси філологічного факультету Дрогобицького педагогічного інституту імені Івана Франка і факультет журналістики Львівського державного університету імені Івана Франка.
У 1975—1979 роках — кореспондент, завідувач відділу сільського господарства редакції Івано-Франківської обласної газети «Прикарпатська правда».
У 1979—1981 роках — слухач Вищої партійної школи при ЦК КПУ.
З 1981 року — завідувач відділу сільського господарства редакції Івано-Франківської обласної газети «Прикарпатська правда». У 1982—1986 роках — власний кореспондент ТАРС—РАТАУ в Івано-Франківській області. З 1986 року — відповідальний секретар Івано-Франківської обласної організації Спілки журналістів СРСР.
З 1987 року — економіст-соціолог агрофірми «Прут», з 1988 року — головний редактор інформаційно-рекламної газета «Агро» агрофірми «Прут» Коломийського району Івано-Франківської області.
Один із зачинателів створення Товариства української мови, Народного Руху України, Демократичної партії України, член ради і виконкому Івано-Франківської крайової організації НРУ, секретар Коломийської територіальної організації НРУ «Покуття».
У квітні — 10 вересня 1990 року — голова виконавчого комітету Івано-Франківської обласної ради народних депутатів. Відмовившись від посади голови облвиконкому, перейшов на постійну роботу у Верховну Раду.
Народний депутат України 12(1) скликання з березня 1990 (1-й тур) до квітня 1994 року, Снятинський виборчий округ № 205, Івано-Франківська область. Секретар Комісії з питань планування, бюджету, фінансів і цін. Входив до Народної ради. Був секретарем Комісії з питань впровадження національної валюти, членом першої Конституційної комісії ВР України (1994—2010 рр.).
Керівник Секретаріату НРУ (1994). З 1996 року — на творчій роботі.
Депутат Івано-Франківської обласної ради від Всеукраїнського об'єднання «Батьківщина» (2010—2015). Із червня 2010 року разом із Степаном Волковецьким очолював Івано-Франківський обласний Народний комітет захисту України (НКЗУ). Автор багатьох публіцистичних статей та літературних творів у періодиці. Видав ряд книжок.

## Нагороди
- орден «За заслуги» ІІІ ступеня (.06.1997)[2]